# Bohumír Matal

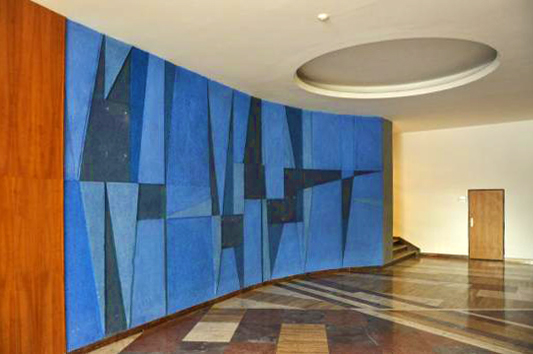
Egy brnoi kiállítási pavilon belső fala, 1959

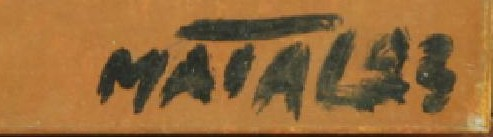
Bohumír Matal kézjegye

Bohumír Matal (Brno, 1922. január 13. – Prudká u Doubravníku,  1988. július 7.) cseh avantgárd festő, a Skupina 42 nevű cseh avantgárd művészcsoport egyik legfiatalabb tagja, a második világháború utáni brünni festészet kiemelkedő képviselője.

## Életpályája
Bohumír Matal a festészettel először találkozott egy távoli rokonánál találkozott. 1937 és 1941 között a brünni képzőművészeti iskolában tanult. antifasiszta tevékenység miatt 1941-ben letartóztatták. A Breslau közelében levő lohbrucki táborba került. Ekkoriban nem festett, hanem a családjának írt mintegy 200 levelét egészítette ki rajzaival. 1945 februárjában nagyon rossz egészségi állapotban tért vissza Németországból. Felgyógyulása után újra elkezdett festeni. 1946-ban Párizsban más fiatal művészekkel vett részt csoportos kiállításon. 1947-ben volt az első önálló kiállítása.
Bohumír Matal gyakori témái között szerepelt az ember és a város, a civilizáció és az iparosítás. Az első festmények az esőben léghajók, kikötők és utcák témáit tartalmazták; munkája fokozatosan egyre szorosabban kapcsolódott a Skupina 42 programjához. Az 1948-as politikai és társadalmi változások után Bohumír Matal bezárt a műtermében és folytatta a Skupina 42 szellemében folytatott munkát. Amikor az 1950-es évek közepén a helyzet újra enyhült, akkor Bohumír Matal megalapította a "Brno57" csoportot, Vladislav Vaculka és Vladimír Vašíček művészekkel együtt. A hatvanas években Matal munkája kísérlet és absztrakció jelent meg. Ebben az időszakban nemcsak a festészetre, hanem a színpadi tervezésre is koncentrált. 1968 után elhagyta Brünnt és élete utolsó két évtizedét egy általa  átalakított malomban levő műtermében töltötte, Prudká település közelében.

## Emlékezete
Brno Metlánky nevű negyedében utca (ulice Matalova) őrzi a nevét. Az utcát eredetileg 1971-ben Jakub Matal (1891-1963) kommunista funkcionáriusról nevezték el, majd a rendszerváltást követően, 1991. április 14-én Bohumír Matalról nevezték el ismételten.